# Bogatiriovo
Bogatiriovo (en rus: Богатырёво) és un poble de l'óblast de Kursk, a Rússia, que en el cens del 2010 tenia 228 habitants. Pertany al districte rural de Gorxétxnoie.